# Louis François de Tryon de Montalembert
Pour les autres membres de la famille, voir Famille de Tryon.
Louis-François-Joseph-Bonaventure de Tryon de Montalembert est un homme politique français né le 18 octobre 1758 à Paris et décédé le 17 mars 1846 à Taverny (Val-d'Oise).

## Biographie
Élève de l'école militaire de La Flèche, il devient sous-lieutenant au régiment de la Marche-cavalerie et est reçu en 1775 comme chevalier de Notre-dame-du-mont-carmel et de Saint-Lazare. Chef d'escadron et électeur de la noblesse en 1789, il n'émigre pas pendant la Révolution contrairement à son frère. Dans son fief de Mansle, il est élu commandant de la garde nationale et maire en 1790. Il est même nommé à la mairie d'Angoulême pour quelques mois en 1795. Après le décès de sa femme et surtout son remariage, il quitte le département de la Charente.
Sous le Premier Empire, il s'installe au château d'Épanvilliers dans la Vienne et devient membre du conseil municipal de Brux en 1806, puis membre du conseil général pour le canton de Civray, et enfin député à l'Assemblée nationale jusqu'à la chute de Napoléon Ier. Depuis 1809, il est titré comte de l'Empire et chevalier de la Légion d'honneur.
De son premier mariage, il a eu un fils, Jules de Tryon de Montalembert (1790-1858), député de la Charente, ainsi qu'une fille, Clémentine de Tryon de Montalembert, mariée au marquis de Cromières.

## Sources
- « Louis François de Tryon de Montalembert », dans Adolphe Robert et Gaston Cougny, Dictionnaire des parlementaires français, Edgar Bourloton, 1889-1891 [détail de l’édition]